# Henry Krieger
Henry Krieger (9 de febrero de 1945, Nueva York, Estados Unidos) es un compositor y director colombo-estadounidense, conocido por escribir la música del show de Broadway, Dreamgirls (1981) y la de The Tap Dance Kid (1986), ganador de un Premio Grammy.

## Trayectoria
Nació en Nueva York el 9 de febrero de 1945 y creció en White Plains y Ossining; se graduó en la Pontificia Universidad Javeriana de Bogotá, Colombia

## Premios y nominaciones
Premios Óscar
| Año  | Categoría              | Canción         | Película   | Resultado |
| ---- | ---------------------- | --------------- | ---------- | --------- |
| 2007 | Mejor canción original | «Love You I Do» | Dreamgirls | Nominado  |
| 2007 | Mejor canción original | «Listen»        | Dreamgirls | Nominado  |
| 2007 | Mejor canción original | «Patience»      | Dreamgirls | Nominado  |